# Ponte Amerigo Vespucci
Die Ponte Amerigo Vespucci (oft auch kurz Ponte Vespucci genannt) überbrückt den Arno in Florenz als dritte Brücke unterhalb der Ponte Vecchio und verbindet die Uferstraßen Lungarno Amerigo Vespucci am rechten mit dem Lungarno Soderini am linken Ufer. Etwas oberhalb der Brücke wird der Fluss durch die Pescaia di Santa Rosa aufgestaut, eine schräg über den Fluss gebaute Sohlschwelle, mit der seine Fließgeschwindigkeit verringert wird.
Sie ist nach Amerigo Vespucci benannt, der aus Florenz stammte.
Die Brücke ist eine moderne, erst nach dem Zweiten Weltkrieg gebaute Straßenbrücke, die sich dennoch gut in die historische Umgebung einfügt.
Die 163 m lange und 22,50 m breite Brücke hatte ursprünglich je zwei durch eine Mittelbarriere getrennte Fahrstreifen, einen Streifen für parkende Autos und einen etwa 2 m breiten Gehweg. 2022 wurde beidseitig ein Radweg neben dem Gehweg installiert und der Anwohner-Parkstreifen zu Lasten eines Fahrstreifens verschoben. Die Brücke wird von zwei mit Naturstein verkleideten Pfeilern aus Stahlbeton getragen, die auf tief in den Untergrund des Flusses reichenden Bohrpfählen gegründet sind. Die Widerlager sind hinter den Ufermauern verborgen.
Die Spannbetonbrücke wurde von Riccardo Morandi mit Unterstützung der Architekten Ernesto Nelli, Giuseppe Giorgio Gori und Enzo Gori entworfen und in den Jahren 1955 bis 1957 gebaut. Ihre drei jeweils 54,3 m weiten Felder sind jeweils eigenständige Konstruktionen aus flachen, geringfügig gevouteten  14-zelligen Hohlkästen, deren Spannstähle über das ganze Feld bis in die Pfeiler bzw. Widerlager reichen.
Bei der Sanierung 2019 wurde auch eine tiefe Auskolkung am linken Pfeiler geschlossen. Außerdem wurde das ursprüngliche Steinpflaster durch eine Asphaltdecke ersetzt.